# Premiership Rugby (1999/2000)
English Premiership 1999/2000 – trzynasta edycja Premiership, najwyższego poziomu rozgrywek w rugby union w Anglii. Organizowane przez Rugby Football Union zawody odbyły się w dniach 10 września 1999 – 21 maja 2000 roku, a tytuł mistrzowski obronił zespół Leicester Tigers.
Rozgrywki toczyły się systemem ligowym w okresie jesień-wiosna w okrojonej do dwunastu zespołów obsadzie. W pierwszych siedmiu kolejkach, z uwagi na Puchar Świata w Rugby 1999, za zwycięstwo przysługiwały dwa punkty, w pozostałych piętnastu natomiast – trzy.

## Mecze
| 10 września 199915:00 | Bristol | 40:25 | Bedford Blues                                                                         | Memorial Stadium, Bristol Widzów: 4785 Sędzia: Chris Rees |
| 10 września 199915:00 | Christian Evans 5 (P) Darren Crompton 5 (P) Gareth Baber 5 (P) Ockert Booyse 5 (P) Paul Johnstone 5 (P) Spencer Brown 5 (P) Steven Vile 10 (5pd) | 40:25 | Alistair Murdoch 5 (P) Gareth Bowen 10 (2pd 2K) Keith Stewart 5 (P) Paul Sackey 5 (P) | Memorial Stadium, Bristol Widzów: 4785 Sędzia: Chris Rees |
| 10 września 199915:00 | Paul Hewitt | 40:25 |                                                                                       | Memorial Stadium, Bristol Widzów: 4785 Sędzia: Chris Rees |

| 11 września 199915:00 | Gloucester                                         | 31:16 | Newcastle Falcons                          | Kingsholm Stadium, Gloucester Widzów: 5453 Sędzia: Stuart Piercy |
| 11 września 199915:00 | Elton Moncrieff 10 (2P) Simon Mannix 21 (P 2pd 4K) | 31:16 | Marius Hurter 5 (P) Stuart Legg 11 (pd 3K) | Kingsholm Stadium, Gloucester Widzów: 5453 Sędzia: Stuart Piercy |
| 11 września 199915:00 | Richard Arnold                                     | 31:16 |                                            | Kingsholm Stadium, Gloucester Widzów: 5453 Sędzia: Stuart Piercy |

| 11 września 199915:00 | Harlequins                                            | 10:30 | Bath                                                                           | Twickenham Stoop, Londyn Widzów: 5428 Sędzia: Steve Lander |
| 11 września 199915:00 | David Pears 3 (K) Jason Keyter 5 (P) Rob Liley 2 (pd) | 10:30 | Adedayo Adebayo 10 (2P) Andy Long 5 (P) Dan Lyle 5 (P) Jon Callard 10 (2pd 2K) | Twickenham Stoop, Londyn Widzów: 5428 Sędzia: Steve Lander |

| 11 września 199915:00 | Northampton Saints | 46:24 | Leicester Tigers                                                                | Franklin’s Gardens, Northampton Widzów: 9512 Sędzia: Ed Morrison |
| 11 września 199915:00 | Alistair Hepher 16 (5pd 2K) Ben Cohen 5 (P) Craig Moir 5 (P) Don Mackinnon 5 (P) Grant Seely 5 (P) Matt Allen 10 (2P) | 46:24 | Andy Goode 5 (P) Craig Joiner 5 (P) Nnamdi Ezulike 5 (P) Tim Stimpson 9 (3pd K) | Franklin’s Gardens, Northampton Widzów: 9512 Sędzia: Ed Morrison |
| 11 września 199915:00 | Paul Gustard | 46:24 |                                                                                 | Franklin’s Gardens, Northampton Widzów: 9512 Sędzia: Ed Morrison |

| 11 września 199915:00 | Sale Sharks                                    | 16:8 | London Wasps                      | Heywood Road, Sale Widzów: 2210 Sędzia: Chris White |
| 11 września 199915:00 | Janneman Brand 5 (P) Steve Davidson 11 (pd 3K) | 16:8 | Alex King 3 (K) Josh Lewsey 5 (P) | Heywood Road, Sale Widzów: 2210 Sędzia: Chris White |

| 12 września 199915:00 | Saracens                     | 23:28 | London Irish                                                          | Vicarage Road, Watford Widzów: 7121 Sędzia: Brian Campsall |
| 12 września 199915:00 | Mark Mapletoft 18 (P 2pd 3K) | 23:28 | Jarrod Cunningham 18 (P 2pd 3K) Nick Harvey 5 (P) Richard Kirke 5 (P) | Vicarage Road, Watford Widzów: 7121 Sędzia: Brian Campsall |
| 12 września 199915:00 | Julian White                 | 23:28 | Kris Fullman · Rob Hunter                                             | Vicarage Road, Watford Widzów: 7121 Sędzia: Brian Campsall |

| 25 września 199915:00 | Bath                                                                            | 33:13 | Northampton Saints                               | The Recreation Ground, Bath Widzów: 5000 Sędzia: Brian Campsall |
| 25 września 199915:00 | Iain Balshaw 5 (P) Jon Callard 18 (3pd 4K) Mike Tindall 5 (P) Shaun Berne 5 (P) | 33:13 | Alistair Hepher 8 (pd 2K) Richard Metcalfe 5 (P) | The Recreation Ground, Bath Widzów: 5000 Sędzia: Brian Campsall |

| 25 września 199915:00 | Bedford Blues                        | 8:27 | London Irish                                                          | Goldington Road, Bedford Widzów: 2659 Sędzia: Steve Lander |
| 25 września 199915:00 | Gareth Bowen 3 (K) Paul Sackey 5 (P) | 8:27 | Ben Whetstone 10 (2P) Jarrod Cunningham 12 (4K) Kieran Campbell 5 (P) | Goldington Road, Bedford Widzów: 2659 Sędzia: Steve Lander |
| 25 września 199915:00 | Paul Hewitt                          | 8:27 |                                                                       | Goldington Road, Bedford Widzów: 2659 Sędzia: Steve Lander |

| 25 września 199915:00 | Leicester Tigers     | 18:3 | Sale Sharks                 | Welford Road, Leicester Widzów: 8721 Sędzia: Stuart Piercy |
| 25 września 199915:00 | Tim Stimpson 18 (6K) | 18:3 | Steve Davidson 3 (K)        | Welford Road, Leicester Widzów: 8721 Sędzia: Stuart Piercy |
| 25 września 199915:00 | Neil Fletcher        | 18:3 | Chris Murphy · Mark Tinnock | Welford Road, Leicester Widzów: 8721 Sędzia: Stuart Piercy |

| 25 września 199915:00 | Harlequins | 33:24 | Saracens                                                                             | Twickenham Stoop, Londyn Widzów: 5361 Sędzia: Ed Morrison |
| 25 września 199915:00 | Chris Wright 2 (pd) Jason Keyter 5 (P) Pat Sanderson 10 (2P) Rob Liley 6 (3pd) Rory Jenkins 5 (P) Zinzan Brooke 5 (P) | 33:24 | Adam Rhys Jones 5 (P) Matt Powell 5 (P) Thierry Lacroix 9 (3pd K) Tony Diprose 5 (P) | Twickenham Stoop, Londyn Widzów: 5361 Sędzia: Ed Morrison |

| 26 września 199915:00 | London Wasps                                                                  | 30:26 | Gloucester                                                                   | Loftus Road, Shepherd’s Bush Widzów: 5127 Sędzia: Chris Rees |
| 26 września 199915:00 | Alex King 3 (dg) Jon Ufton 12 (3pd 2K) Paul Sampson 10 (2P) Paul Volley 5 (P) | 30:26 | Andy Deacon 5 (P) Richard Tombs 5 (P) Simon Mannix 11 (pd 3K) Tom Beim 5 (P) | Loftus Road, Shepherd’s Bush Widzów: 5127 Sędzia: Chris Rees |

| 26 września 199915:00 | Newcastle Falcons                                                                                  | 32:37 | Bristol | Kingston Park, Newcastle upon Tyne Widzów: 3342 Sędzia: Nigel Yates |
| 26 września 199915:00 | Dave Walder 3 (dg) Hugh Vyvyan 5 (P) Micky Ward 5 (P) Stuart Legg 9 (3pd K) Tony Underwood 10 (2P) | 32:37 | Adam Vander 5 (P) Barry Williams 5 (P) Luke Nabaro 10 (2P) Matt Back 2 (pd) Spencer Brown 5 (P) Steven Vile 10 (P pd K) | Kingston Park, Newcastle upon Tyne Widzów: 3342 Sędzia: Nigel Yates |

| 1 października 199919:30 | Gloucester                                                                         | 34:6 | Leicester Tigers    | Kingsholm Stadium, Gloucester Widzów: 5338 Sędzia: Nigel Yates |
| 1 października 199919:30 | Chris Catling 5 (P) Ian Sanders 5 (P) Richard Tombs 5 (P) Simon Mannix 14 (4pd 2K) | 34:6 | Tim Stimpson 6 (2K) | Kingsholm Stadium, Gloucester Widzów: 5338 Sędzia: Nigel Yates |

| 1 października 199920:00 | Bristol                           | 20:13 | London Wasps                          | Memorial Stadium, Bristol Widzów: 3385 Sędzia: Ashley Rowden |
| 1 października 199920:00 | Dean Ryan 5 (P) Matt Back 15 (5K) | 20:13 | Jon Ufton 8 (pd 2K) Josh Lewsey 5 (P) | Memorial Stadium, Bristol Widzów: 3385 Sędzia: Ashley Rowden |
| 1 października 199920:00 | Adam Vander                       | 20:13 | Paul Volley                           | Memorial Stadium, Bristol Widzów: 3385 Sędzia: Ashley Rowden |

| 1 października 199920:00 | Saracens                                                                                                 | 39:15 | Bedford Blues                                                 | Vicarage Road, Watford Widzów: 4513 Sędzia: Geraint Ashton Jones |
| 1 października 199920:00 | Ben Cole 5 (P) Darragh O’Mahony 10 (2P) Nick Walshe 5 (P) Thierry Lacroix 14 (4pd 2K) Tony Diprose 5 (P) | 39:15 | Adrian Olver 5 (P) Andy Gomarsall 5 (P) Gareth Bowen 5 (pd K) | Vicarage Road, Watford Widzów: 4513 Sędzia: Geraint Ashton Jones |
| 1 października 199920:00 | Oliver Slack                                                                                             | 39:15 |                                                               | Vicarage Road, Watford Widzów: 4513 Sędzia: Geraint Ashton Jones |

| 2 października 199915:00 | Northampton Saints                                                | 29:27 | Harlequins                                                                          | Franklin’s Gardens, Northampton Widzów: 6257 Sędzia: Stuart Piercy |
| 2 października 199915:00 | Alistair Hepher 14 (P 3pd K) Mark Tucker 5 (P) Simon Holmes 5 (P) | 29:27 | Brendon Daniel 5 (P) Jason Keyter 5 (P) Peter Richards 5 (P) Rob Liley 12 (P 2pd K) | Franklin’s Gardens, Northampton Widzów: 6257 Sędzia: Stuart Piercy |

| 2 października 199915:00 | Sale Sharks                                                                                   | 28:22 | Bath                                                      | Heywood Road, Sale Widzów: 2800 Sędzia: Stuart Dickinson |
| 2 października 199915:00 | Barrie-Jon Mather 5 (P) Guy Manson-Bishop 5 (P) Mark Tinnock 5 (P) Steve Davidson 13 (2pd 3K) | 28:22 | Gareth Cooper 5 (P) Jon Callard 12 (4K) Jon Preston 5 (P) | Heywood Road, Sale Widzów: 2800 Sędzia: Stuart Dickinson |
| 2 października 199915:00 | Steve Diamond                                                                                 | 28:22 | Steve Borthwick                                           | Heywood Road, Sale Widzów: 2800 Sędzia: Stuart Dickinson |

| 3 października 199914:00 | London Irish | 56:8 | Newcastle Falcons                  | Twickenham Stoop, Londyn Widzów: 3951 Sędzia: Pablo Deluca |
| 3 października 199914:00 | Andrew Mower 5 (P) Ben Whetstone 5 (P) Jarrod Cunningham 26 (P 6pd 3K) Neal Hatley 5 (P) Robert Todd 10 (2P) Ryan Strudwick 5 (P) | 56:8 | Mike Wood 5 (P) Peter Massey 3 (K) | Twickenham Stoop, Londyn Widzów: 3951 Sędzia: Pablo Deluca |

| 9 października 199914:30 | Northampton Saints                      | 8:32 | Saracens                                                             | Franklin’s Gardens, Northampton Widzów: 5781 Sędzia: Chris Rees |
| 9 października 199914:30 | Alistair Hepher 3 (K) Mark Tucker 5 (P) | 8:32 | Ben Johnston 5 (P) Ryan Constable 10 (2P) Thierry Lacroix 17 (pd 5K) | Franklin’s Gardens, Northampton Widzów: 5781 Sędzia: Chris Rees |
| 9 października 199914:30 | Ben Cole                                | 8:32 |                                                                      | Franklin’s Gardens, Northampton Widzów: 5781 Sędzia: Chris Rees |

| 10 października 199913:00 | London Wasps                                                                                            | 43:20 | London Irish                    | Loftus Road, Shepherd’s Bush Widzów: 3566 Sędzia: Nigel Yates |
| 10 października 199913:00 | Bryan Shelbourne 5 (P) Jon Ufton 18 (3pd 4K) Paul Sampson 5 (P) Paul Volley 5 (P) Peter Scrivener 5 (P) | 43:20 | Jarrod Cunningham 15 (P 2pd 2K) | Loftus Road, Shepherd’s Bush Widzów: 3566 Sędzia: Nigel Yates |

| 10 października 199913:00 | Harlequins      | 3:10 | Sale Sharks                          | Twickenham Stoop, Londyn Widzów: 2322 Sędzia: Geraint Ashton Jones |
| 10 października 199913:00 | Rob Liley 3 (K) | 3:10 | Joe Shaw 5 (pd K) Mark Tinnock 5 (P) | Twickenham Stoop, Londyn Widzów: 2322 Sędzia: Geraint Ashton Jones |

| 10 października 199914:15 | Bath                                        | 33:20 | Gloucester                               | The Recreation Ground, Bath Widzów: 6600 Sędzia: Steve Lander |
| 10 października 199914:15 | Jon Callard 18 (3pd 4K) Shaun Berne 15 (3P) | 33:20 | Richard Tombs 5 (P) Simon Mannix 15 (5K) | The Recreation Ground, Bath Widzów: 6600 Sędzia: Steve Lander |
| 10 października 199914:15 | Mark Regan                                  | 33:20 | Serge Simon                              | The Recreation Ground, Bath Widzów: 6600 Sędzia: Steve Lander |

| 15 października 199919:30 | Gloucester                                                 | 24:23 | Harlequins                                                   | Kingsholm Stadium, Gloucester Widzów: 4809 Sędzia: Trevor Fisher |
| 15 października 199919:30 | Chris Catling 5 (P) Simon Mannix 14 (pd 4K) Tom Beim 5 (P) | 24:23 | Daren O’Leary 5 (P) Jason Keyter 5 (P) Rob Liley 13 (2pd 3K) | Kingsholm Stadium, Gloucester Widzów: 4809 Sędzia: Trevor Fisher |
| 15 października 199919:30 | David Barnes                                               | 24:23 |                                                              | Kingsholm Stadium, Gloucester Widzów: 4809 Sędzia: Trevor Fisher |

| 16 października 199915:00 | Bristol                                                                             | 31:31 | Bath                                                          | Memorial Stadium, Bristol Widzów: 7020 Sędzia: Graham Hughes |
| 16 października 199915:00 | Gareth Baber 5 (P) Matt Back 11 (P 3pd) Paul Johnstone 10 (2P) Paul Whittaker 5 (P) | 31:31 | Iain Balshaw 5 (P) Jon Callard 11 (pd 3K) Jon Preston 15 (5K) | Memorial Stadium, Bristol Widzów: 7020 Sędzia: Graham Hughes |
| 16 października 199915:00 | Darren Crompton                                                                     | 31:31 |                                                               | Memorial Stadium, Bristol Widzów: 7020 Sędzia: Graham Hughes |

| 16 października 199915:00 | London Irish                                                         | 30:31 | Leicester Tigers                                                                                      | Twickenham Stoop, Londyn Widzów: 3705 Sędzia: Steve Lander |
| 16 października 199915:00 | Jarrod Cunningham 20 (P 3pd 3K) Marco Rivaro 5 (P) Robert Todd 5 (P) | 30:31 | Geordan Murphy 5 (P) Nnamdi Ezulike 5 (P) Paul Gustard 5 (P) Scott Read 5 (P) Tim Stimpson 11 (4pd K) | Twickenham Stoop, Londyn Widzów: 3705 Sędzia: Steve Lander |

| 17 października 199915:00 | Sale Sharks           | 9:13 | Northampton Saints                           | Heywood Road, Sale Widzów: 2900 Sędzia: John Barnard |
| 17 października 199915:00 | Steve Davidson 9 (3K) | 9:13 | Alistair Hepher 8 (pd 2K) Jim Bramhall 5 (P) | Heywood Road, Sale Widzów: 2900 Sędzia: John Barnard |

| 17 października 199915:00 | Saracens | 55:6 | Newcastle Falcons   | Vicarage Road, Watford Widzów: 6319 Sędzia: Ashley Rowden |
| 17 października 199915:00 | Francois Pienaar 10 (2P) George Chuter 5 (P) Kris Chesney 5 (P) Matt Powell 5 (P) Rob Thirlby 5 (P) Ryan Constable 5 (P) Thierry Lacroix 20 (P 6pd K) | 55:6 | Peter Massey 6 (2K) | Vicarage Road, Watford Widzów: 6319 Sędzia: Ashley Rowden |

| 23 października 199913:00 | Leicester Tigers                                                                | 36:19 | Bristol                                                 | Welford Road, Leicester Widzów: 7785 Sędzia: Trevor Fisher |
| 23 października 199913:00 | Ben Kay 5 (P) Dave Lougheed 5 (P) Nnamdi Ezulike 5 (P) Tim Stimpson 21 (3pd 5K) | 36:19 | Adam Vander 10 (2P) Luke Nabaro 5 (P) Matt Back 4 (2pd) | Welford Road, Leicester Widzów: 7785 Sędzia: Trevor Fisher |

| 28 października 199915:00 | Harlequins                                                                                            | 36:20 | Bristol                               | Twickenham Stoop, Londyn Widzów: 2719 Sędzia: John Barnard |
| 28 października 199915:00 | Brendon Daniel 5 (P) Colin Ridgway 5 (P) Garrick Morgan 5 (P) Matt Dallow 5 (P) Rob Liley 16 (2pd 4K) | 36:20 | Luke Nabaro 5 (P) Steven Vile 15 (5K) | Twickenham Stoop, Londyn Widzów: 2719 Sędzia: John Barnard |
| 28 października 199915:00 | Garath Archer · Luke Nabaro                                                                           | 36:20 |                                       | Twickenham Stoop, Londyn Widzów: 2719 Sędzia: John Barnard |

| 29 października 199919:45 | Sale Sharks                                                   | 12:58 | Saracens | Heywood Road, Sale Widzów: 2800 Sędzia: Robin Goodliffe |
| 29 października 199919:45 | Janneman Brand 5 (P) Mark Tinnock 5 (P) Steve Davidson 2 (pd) | 12:58 | Ben Johnston 5 (P) George Chuter 5 (P) Jeremy Thomson 5 (P) Julian White 5 (P) Phil Ogilvie 5 (P) Rob Thirlby 5 (P) Thierry Lacroix 18 (6pd 2K) Tony Diprose 10 (2P) | Heywood Road, Sale Widzów: 2800 Sędzia: Robin Goodliffe |

| 30 października 199913:00 | Bath                                                          | 25:25 | London Irish                                   | The Recreation Ground, Bath Widzów: 6200 Sędzia: Geraint Ashton Jones |
| 30 października 199913:00 | Gareth Cooper 5 (P) Jon Callard 17 (pd 5K) Shaun Berne 3 (dg) | 25:25 | Jarrod Cunningham 20 (pd 6K) Nick Harvey 5 (P) | The Recreation Ground, Bath Widzów: 6200 Sędzia: Geraint Ashton Jones |
| 30 października 199913:00 | Clem Boyd · Victor Ubogu                                      | 25:25 |                                                | The Recreation Ground, Bath Widzów: 6200 Sędzia: Geraint Ashton Jones |

| 30 października 199913:00 | Leicester Tigers | 61:12 | Bedford Blues                                            | Welford Road, Leicester Widzów: 8308 Sędzia: Chris Rees |
| 30 października 199913:00 | Andy Goode 8 (P dg) James Grindal 10 (2P) Martin Corry 5 (P) Pat Howard 5 (P) Paul Gustard 10 (2P) Tim Stimpson 18 (6pd 2K) | 61:12 | Ali McLean 5 (P) Chris Richards 2 (pd) Roy Winters 5 (P) | Welford Road, Leicester Widzów: 8308 Sędzia: Chris Rees |

| 30 października 199915:00 | Northampton Saints  | 9:25 | Gloucester                                                                            | Franklin’s Gardens, Northampton Widzów: 6257 Sędzia: Graham Hughes |
| 30 października 199915:00 | Paul Grayson 9 (3K) | 9:25 | Chris Yates 5 (P) Elton Moncrieff 8 (pd 2K) Richard Tombs 5 (P) Simon Mannix 7 (P pd) | Franklin’s Gardens, Northampton Widzów: 6257 Sędzia: Graham Hughes |

| 30 października 199919:30 | London Wasps                                          | 19:19 | Newcastle Falcons                           | Loftus Road, Shepherd’s Bush Widzów: 2871 Sędzia: Stuart Piercy |
| 30 października 199919:30 | Alex King 8 (P dg) Jon Ufton 6 (2K) Kenny Logan 5 (P) | 19:19 | Jamie Noon 5 (P) Jonny Wilkinson 14 (pd 4K) | Loftus Road, Shepherd’s Bush Widzów: 2871 Sędzia: Stuart Piercy |
| 30 października 199919:30 | Martin Shaw                                           | 19:19 |                                             | Loftus Road, Shepherd’s Bush Widzów: 2871 Sędzia: Stuart Piercy |

| 5 listopada 199919:30 | Gloucester                                                                             | 35:14 | Sale Sharks              | Kingsholm Stadium, Gloucester Widzów: 4725 Sędzia: Ashley Rowden |
| 5 listopada 199919:30 | Chris Catling 10 (2P) Richard Tombs 5 (P) Simon Mannix 15 (3pd 3K) Terry Fanolua 5 (P) | 35:14 | Steve Davidson 14 (P 3K) | Kingsholm Stadium, Gloucester Widzów: 4725 Sędzia: Ashley Rowden |

| 5 listopada 199919:30 | Newcastle Falcons                        | 12:12 | Leicester Tigers     | Kingston Park, Newcastle upon Tyne Widzów: 2835 Sędzia: Robin Goodliffe |
| 5 listopada 199919:30 | Dave Walder 9 (3K) Jonny Wilkinson 3 (K) | 12:12 | Tim Stimpson 12 (4K) | Kingston Park, Newcastle upon Tyne Widzów: 2835 Sędzia: Robin Goodliffe |

| 5 listopada 199920:00 | Bristol                                  | 19:29 | Northampton Saints                                                                  | Memorial Stadium, Bristol Widzów: 3500 Sędzia: Nigel Yates |
| 5 listopada 199920:00 | Adam Vander 5 (P) Steven Vile 14 (pd 4K) | 19:29 | Alistair Hepher 14 (pd 4K) Budge Pountney 5 (P) Jon Phillips 5 (P) Matt Allen 5 (P) | Memorial Stadium, Bristol Widzów: 3500 Sędzia: Nigel Yates |
| 5 listopada 199920:00 | Dean Ryan                                | 19:29 |                                                                                     | Memorial Stadium, Bristol Widzów: 3500 Sędzia: Nigel Yates |

| 6 listopada 199912:00 | Bedford Blues                                                                   | 24:28 | Bath                                                                              | Goldington Road, Bedford Widzów: 2119 Sędzia: Stuart Piercy |
| 6 listopada 199912:00 | David Edwards 5 (P) Ryan Banks 10 (2P) Ryan O’Neill 5 (P) Scott Stewart 4 (2pd) | 24:28 | Ben Sturnham 5 (P) Gareth Cooper 5 (P) Jon Callard 13 (2pd 3K) Mike Tindall 5 (P) | Goldington Road, Bedford Widzów: 2119 Sędzia: Stuart Piercy |
| 6 listopada 199912:00 | Ryan Banks                                                                      | 24:28 | Deiniol Jones                                                                     | Goldington Road, Bedford Widzów: 2119 Sędzia: Stuart Piercy |

| 7 listopada 199915:00 | Saracens                | 27:26 | London Wasps                                                  | Vicarage Road, Watford Widzów: 8517 Sędzia: Trevor Fisher |
| 7 listopada 199915:00 | Thierry Lacroix 27 (9K) | 27:26 | Kenny Logan 11 (pd 3K) Paul Volley 5 (P) Trevor Leota 10 (2P) | Vicarage Road, Watford Widzów: 8517 Sędzia: Trevor Fisher |
| 7 listopada 199915:00 | Danny Grewcock          | 27:26 | Joe Worsley                                                   | Vicarage Road, Watford Widzów: 8517 Sędzia: Trevor Fisher |

| 7 listopada 199915:05 | London Irish                                    | 16:17 | Harlequins                            | Twickenham Stoop, Londyn Widzów: 4671 Sędzia: Chris Rees |
| 7 listopada 199915:05 | Conor O’Shea 5 (P) Jarrod Cunningham 11 (pd 3K) | 16:17 | Chris Sheasby 5 (P) Rob Liley 12 (4K) | Twickenham Stoop, Londyn Widzów: 4671 Sędzia: Chris Rees |

| 13 listopada 199914:15 | Bath                                                                              | 45:12 | Newcastle Falcons                                          | The Recreation Ground, Bath Widzów: 6400 Sędzia: Steve Lander |
| 13 listopada 199914:15 | Ben Clarke 10 (2P) Iain Balshaw 5 (P) Jon Callard 25 (P 4pd 4K) Kevin Maggs 5 (P) | 45:12 | Inga Tuigamala 5 (P) Peter Walton 2 (pd) Stuart Legg 5 (P) | The Recreation Ground, Bath Widzów: 6400 Sędzia: Steve Lander |

| 13 listopada 199915:00 | Leicester Tigers                        | 28:9 | London Wasps       | Welford Road, Leicester Widzów: 10043 Sędzia: Ed Morrison |
| 13 listopada 199915:00 | Neil Back 5 (P) Tim Stimpson 23 (pd 7K) | 28:9 | Kenny Logan 9 (3K) | Welford Road, Leicester Widzów: 10043 Sędzia: Ed Morrison |

| 13 listopada 199915:00 | Harlequins                                            | 11:10 | Bedford Blues                             | Twickenham Stoop, Londyn Widzów: 2753 Sędzia: Graham Hughes |
| 13 listopada 199915:00 | Gareth Rees 3 (K) Pat Sanderson 5 (P) Rob Liley 3 (K) | 11:10 | Ryan O’Neill 5 (P) Scott Stewart 5 (pd K) | Twickenham Stoop, Londyn Widzów: 2753 Sędzia: Graham Hughes |
| 13 listopada 199915:00 | Kevin Nepia                                           | 11:10 |                                           | Twickenham Stoop, Londyn Widzów: 2753 Sędzia: Graham Hughes |

| 13 listopada 199915:00 | Northampton Saints                                             | 24:19 | London Irish                                   | Franklin’s Gardens, Northampton Widzów: 6489 Sędzia: Chris White |
| 13 listopada 199915:00 | Paul Grayson 9 (P 2pd) Steve Thompson 10 (2P) Tim Rodber 5 (P) | 24:19 | Jarrod Cunningham 14 (pd 4K) Nick Harvey 5 (P) | Franklin’s Gardens, Northampton Widzów: 6489 Sędzia: Chris White |
| 13 listopada 199915:00 | Don Mackinnon                                                  | 24:19 | Ryan Strudwick                                 | Franklin’s Gardens, Northampton Widzów: 6489 Sędzia: Chris White |

| 13 listopada 199916:00 | Sale Sharks                                                  | 15:40 | Bristol                                                                                 | Heywood Road, Sale Widzów: 2588 Sędzia: Brian Campsall |
| 13 listopada 199916:00 | Andy Morris 5 (P) Craig Turvey 5 (P) Steve Davidson 5 (pd K) | 15:40 | Agustín Pichot 5 (P) Henry Honiball 20 (2P 5pd) Jamie Mayer 10 (2P) Jim Brownrigg 5 (P) | Heywood Road, Sale Widzów: 2588 Sędzia: Brian Campsall |

| 14 listopada 199915:00 | Gloucester                             | 22:19 | Saracens                                      | Kingsholm Stadium, Gloucester Widzów: 9084 Sędzia: John Barnard |
| 14 listopada 199915:00 | Simon Mannix 17 (pd 5K) Tom Beim 5 (P) | 22:19 | Bill Davison 5 (P) Thierry Lacroix 14 (pd 4K) | Kingsholm Stadium, Gloucester Widzów: 9084 Sędzia: John Barnard |

| 4 grudnia 199915:00 | Bedford Blues                                                | 17:41 | Northampton Saints                                                                                 | Goldington Road, Bedford Widzów: 4306 Sędzia: Brian Campsall |
| 4 grudnia 199915:00 | David Edwards 5 (P) Ryan Banks 5 (P) Scott Stewart 7 (2pd K) | 17:41 | Jon Sleightholme 10 (2P) Matt Dawson 5 (P) Nick Beal 5 (P) Pat Lam 10 (2P) Paul Grayson 11 (4pd K) | Goldington Road, Bedford Widzów: 4306 Sędzia: Brian Campsall |
| 4 grudnia 199915:00 | Dan Harris                                                   | 17:41 | Andy Newman                                                                                        | Goldington Road, Bedford Widzów: 4306 Sędzia: Brian Campsall |

| 4 grudnia 199915:00 | Bristol                                                                      | 25:38 | Gloucester                                                                                            | Memorial Stadium, Bristol Widzów: 7620 Sędzia: Steve Lander |
| 4 grudnia 199915:00 | Dean Ryan 5 (P) Henry Honiball 10 (2pd 2K) Jamie Mayer 5 (P) Matt Back 5 (P) | 25:38 | Byron Hayward 5 (P) Chris Yates 5 (P) Kingsley Jones 5 (P) Simon Mannix 18 (3pd dg 3K) Tom Beim 5 (P) | Memorial Stadium, Bristol Widzów: 7620 Sędzia: Steve Lander |

| 4 grudnia 199915:00 | London Irish                                        | 26:3 | Sale Sharks        | Twickenham Stoop, Londyn Widzów: 3716 Sędzia: Ashley Rowden |
| 4 grudnia 199915:00 | Jarrod Cunningham 16 (2pd 4K) Justin Bishop 10 (2P) | 26:3 | Nicky Little 3 (K) | Twickenham Stoop, Londyn Widzów: 3716 Sędzia: Ashley Rowden |

| 5 grudnia 199915:00 | London Wasps                                                                  | 23:21 | Bath                                                          | Loftus Road, Shepherd’s Bush Widzów: 6012 Sędzia: Robin Goodliffe |
| 5 grudnia 199915:00 | Alex King 6 (2dg) Fraser Waters 5 (P) Kenny Logan 7 (2pd K) Mark Denney 5 (P) | 23:21 | Angus Gardiner 5 (P) Jon Preston 11 (pd 3K) Kevin Maggs 5 (P) | Loftus Road, Shepherd’s Bush Widzów: 6012 Sędzia: Robin Goodliffe |

| 5 grudnia 199915:00 | Newcastle Falcons       | 15:16 | Harlequins                  | Kingston Park, Newcastle upon Tyne Widzów: 2844 Sędzia: Nigel Yates |
| 5 grudnia 199915:00 | Jonny Wilkinson 15 (5K) | 15:16 | Gareth Rees 16 (P pd dg 2K) | Kingston Park, Newcastle upon Tyne Widzów: 2844 Sędzia: Nigel Yates |

| 5 grudnia 199918:30 | Saracens                                         | 36:20 | Leicester Tigers                                                  | Vicarage Road, Watford Widzów: 8182 Sędzia: Ed Morrison |
| 5 grudnia 199918:30 | Richard Hill 5 (P) Thierry Lacroix 26 (P 3pd 5K) | 36:20 | Austin Healey 5 (P) Tim Stimpson 10 (P pd K) Will Greenwood 5 (P) | Vicarage Road, Watford Widzów: 8182 Sędzia: Ed Morrison |

| 23 grudnia 199919:00 | Harlequins                                                      | 16:52 | London Wasps | Twickenham Stoop, Londyn Widzów: 4046 Sędzia: Brian Campsall |
| 23 grudnia 199919:00 | Gareth Rees 6 (dg K) John Schuster 5 (pd K) Zinzan Brooke 5 (P) | 16:52 | Fraser Waters 5 (P) Joe Worsley 5 (P) Jon Ufton 7 (P pd) Kenny Logan 10 (5pd) Lawrence Dallaglio 5 (P) Mark Denney 10 (2P) Peter Scrivener 5 (P) Trevor Leota 5 (P) | Twickenham Stoop, Londyn Widzów: 4046 Sędzia: Brian Campsall |

| 26 grudnia 199914:15 | Bath              | 3:13 | Leicester Tigers                            | The Recreation Ground, Bath Widzów: 8200 Sędzia: Ashley Rowden |
| 26 grudnia 199914:15 | Jon Callard 3 (K) | 3:13 | Geordan Murphy 5 (P) Tim Stimpson 8 (pd 2K) | The Recreation Ground, Bath Widzów: 8200 Sędzia: Ashley Rowden |
| 26 grudnia 199914:15 | Adam Balding      | 3:13 |                                             | The Recreation Ground, Bath Widzów: 8200 Sędzia: Ashley Rowden |

| 26 grudnia 199915:00 | Gloucester | 40:15 | London Irish                                                      | Kingsholm Stadium, Gloucester Widzów: 7388 Sędzia: Steve Lander |
| 26 grudnia 199915:00 | Chris Catling 5 (P) Ed Pearce 5 (P) Kingsley Jones 5 (P) Simon Mannix 15 (P 2pd 2K) Steve Ojomoh 5 (P) Terry Fanolua 5 (P) | 40:15 | Ben Whetstone 5 (P) Conor O’Shea 5 (P) Jarrod Cunningham 5 (pd K) | Kingsholm Stadium, Gloucester Widzów: 7388 Sędzia: Steve Lander |
| 26 grudnia 199915:00 | Andy Deacon | 40:15 | Mark Gabey                                                        | Kingsholm Stadium, Gloucester Widzów: 7388 Sędzia: Steve Lander |

| 26 grudnia 199915:00 | Northampton Saints                                                    | 37:5 | Newcastle Falcons | Franklin’s Gardens, Northampton Widzów: 9478 Sędzia: Ed Morrison |
| 26 grudnia 199915:00 | Ben Cohen 5 (P) Matt Dawson 22 (2pd 6K) Nick Beal 5 (P) Pat Lam 5 (P) | 37:5 | Martin Shaw 5 (P) | Franklin’s Gardens, Northampton Widzów: 9478 Sędzia: Ed Morrison |
| 26 grudnia 199915:00 | Richard Arnold                                                        | 37:5 |                   | Franklin’s Gardens, Northampton Widzów: 9478 Sędzia: Ed Morrison |

| 26 grudnia 199915:00 | Sale Sharks                                     | 22:3 | Bedford Blues         | Heywood Road, Sale Widzów: 2800 Sędzia: John Barnard |
| 26 grudnia 199915:00 | Janneman Brand 5 (P) Nicky Little 17 (pd dg 4K) | 22:3 | Andrew Thompson 3 (K) | Heywood Road, Sale Widzów: 2800 Sędzia: John Barnard |
| 26 grudnia 199915:00 | Florent Rossigneux                              | 22:3 |                       | Heywood Road, Sale Widzów: 2800 Sędzia: John Barnard |

| 27 grudnia 199913:00 | Bristol | 45:22 | Saracens                                                                | Memorial Stadium, Bristol Widzów: 6420 Sędzia: Robin Goodliffe |
| 27 grudnia 199913:00 | Barry Williams 10 (2P) Dean Dewdney 5 (P) Henry Honiball 20 (4pd 4K) James Ogilvie-Bull 5 (P) Jamie Mayer 5 (P) | 45:22 | Darragh O’Mahony 10 (2P) Ryan Constable 5 (P) Thierry Lacroix 7 (2pd K) | Memorial Stadium, Bristol Widzów: 6420 Sędzia: Robin Goodliffe |

| 29 grudnia 199915:00 | Leicester Tigers                                                                         | 29:17 | Harlequins                                   | Welford Road, Leicester Widzów: 15499 Sędzia: Chris Rees |
| 29 grudnia 199915:00 | Craig Joiner 5 (P) Dave Lougheed 5 (P) Geordan Murphy 8 (P K) Tim Stimpson 11 (pd dg 2K) | 29:17 | Garrick Morgan 5 (P) John Schuster 7 (2pd K) | Welford Road, Leicester Widzów: 15499 Sędzia: Chris Rees |

| 29 grudnia 199919:30 | London Irish                                                                             | 35:21 | Bristol                                                                                   | Twickenham Stoop, Londyn Widzów: 3478 Sędzia: Stuart Piercy |
| 29 grudnia 199919:30 | Conor O’Shea 10 (2P) Jarrod Cunningham 15 (3pd 3K) Kieron Dawson 5 (P) Neal Hatley 5 (P) | 35:21 | Agustín Pichot 5 (P) Barry Williams 5 (P) Henry Honiball 6 (3pd) James Ogilvie-Bull 5 (P) | Twickenham Stoop, Londyn Widzów: 3478 Sędzia: Stuart Piercy |
| 29 grudnia 199919:30 | Mark Gabey · Simon Halford                                                               | 35:21 |                                                                                           | Twickenham Stoop, Londyn Widzów: 3478 Sędzia: Stuart Piercy |

| 29 grudnia 199919:30 | Newcastle Falcons          | 12:6 | Sale Sharks         | Kingston Park, Newcastle upon Tyne Widzów: 2359 Sędzia: Geraint Ashton Jones |
| 29 grudnia 199919:30 | Jonny Wilkinson 12 (dg 3K) | 12:6 | Nicky Little 6 (2K) | Kingston Park, Newcastle upon Tyne Widzów: 2359 Sędzia: Geraint Ashton Jones |

| 29 grudnia 199919:45 | London Wasps        | 15:21 | Northampton Saints                         | Loftus Road, Shepherd’s Bush Widzów: 5117 Sędzia: Rob Dickson |
| 29 grudnia 199919:45 | Kenny Logan 15 (5K) | 15:21 | Alistair Hepher 3 (dg) Matt Dawson 18 (6K) | Loftus Road, Shepherd’s Bush Widzów: 5117 Sędzia: Rob Dickson |
| 29 grudnia 199919:45 | Garry Pagel         | 15:21 |                                            | Loftus Road, Shepherd’s Bush Widzów: 5117 Sędzia: Rob Dickson |

| 30 grudnia 199915:00 | Bedford Blues          | 6:18 | Gloucester                                   | Goldington Road, Bedford Widzów: 1813 Sędzia: Nigel Yates |
| 30 grudnia 199915:00 | Andrew Thompson 6 (2K) | 6:18 | Elton Moncrieff 5 (P) Simon Mannix 8 (pd 2K) | Goldington Road, Bedford Widzów: 1813 Sędzia: Nigel Yates |

| 30 grudnia 199915:00 | Saracens                                      | 19:6 | Bath               | Vicarage Road, Watford Widzów: 10292 Sędzia: Steve Lander |
| 30 grudnia 199915:00 | Thierry Lacroix 14 (pd 4K) Tony Diprose 5 (P) | 19:6 | Jon Callard 6 (2K) | Vicarage Road, Watford Widzów: 10292 Sędzia: Steve Lander |

| 22 stycznia 200014:00 | Gloucester                                 | 29:23 | Bristol                                                             | Kingsholm Stadium, Gloucester Widzów: 8903 Sędzia: Ashley Rowden |
| 22 stycznia 200014:00 | Chris Yates 5 (P) Simon Mannix 19 (2pd 5K) | 29:23 | Barry Williams 5 (P) Henry Honiball 13 (2pd 3K) Spencer Brown 5 (P) | Kingsholm Stadium, Gloucester Widzów: 8903 Sędzia: Ashley Rowden |
| 22 stycznia 200014:00 | Elton Moncrieff · Simon Mannix             | 29:23 | Garath Archer                                                       | Kingsholm Stadium, Gloucester Widzów: 8903 Sędzia: Ashley Rowden |

| 22 stycznia 200014:15 | Bath                                        | 27:16 | London Wasps                             | The Recreation Ground, Bath Widzów: 7300 Sędzia: Chris Rees |
| 22 stycznia 200014:15 | Iain Balshaw 10 (2P) Jon Preston 17 (pd 5K) | 27:16 | Josh Lewsey 5 (P) Kenny Logan 11 (pd 3K) | The Recreation Ground, Bath Widzów: 7300 Sędzia: Chris Rees |

| 22 stycznia 200015:00 | Leicester Tigers                                                                                        | 48:20 | Saracens                                                          | Welford Road, Leicester Widzów: 13910 Sędzia: Alan Lewis |
| 22 stycznia 200015:00 | Austin Healey 5 (P) Dave Lougheed 10 (2P) Geordan Murphy 5 (P) Neil Back 5 (P) Tim Stimpson 23 (4pd 5K) | 48:20 | George Chuter 5 (P) Nick Walshe 5 (P) Thierry Lacroix 10 (2pd 2K) | Welford Road, Leicester Widzów: 13910 Sędzia: Alan Lewis |
| 22 stycznia 200015:00 | Darren Garforth · John Akurangi                                                                         | 48:20 | Julian White                                                      | Welford Road, Leicester Widzów: 13910 Sędzia: Alan Lewis |

| 22 stycznia 200015:00 | Harlequins                                               | 12:15 | Newcastle Falcons                                                  | Twickenham Stoop, Londyn Widzów: 3978 Sędzia: Chris White |
| 22 stycznia 200015:00 | Chris Sheasby 5 (P) Gareth Rees 2 (pd) Huw Harries 5 (P) | 12:15 | Inga Tuigamala 5 (P) Jimmy Cartmell 5 (P) Jonny Wilkinson 5 (pd K) | Twickenham Stoop, Londyn Widzów: 3978 Sędzia: Chris White |
| 22 stycznia 200015:00 | Garrick Morgan                                           | 12:15 | George Graham                                                      | Twickenham Stoop, Londyn Widzów: 3978 Sędzia: Chris White |

| 22 stycznia 200015:00 | Northampton Saints                                                                                                | 38:16 | Bedford Blues                                                     | Franklin’s Gardens, Northampton Widzów: 7049 Sędzia: Steve Lander |
| 22 stycznia 200015:00 | Alistair Hepher 5 (P) Ben Cohen 5 (P) Craig Moir 5 (P) Garry Pagel 5 (P) Matt Dawson 8 (4pd) Simon Holmes 10 (2P) | 38:16 | Andrew Thompson 6 (2K) Andy Gomarsall 5 (P) George Truelove 5 (P) | Franklin’s Gardens, Northampton Widzów: 7049 Sędzia: Steve Lander |
| 22 stycznia 200015:00 | Chad Eagle | 38:16 |                                                                   | Franklin’s Gardens, Northampton Widzów: 7049 Sędzia: Steve Lander |

| 23 stycznia 200014:00 | Sale Sharks                                                       | 24:31 | London Irish                                                            | Heywood Road, Sale Widzów: 2900 Sędzia: Ed Morrison |
| 23 stycznia 200014:00 | Jos Baxendell 5 (P) Nicky Little 14 (P 3pd K) Pete Anglesea 5 (P) | 24:31 | Jarrod Cunningham 21 (P 2pd 4K) Justin Bishop 5 (P) Michael Horak 5 (P) | Heywood Road, Sale Widzów: 2900 Sędzia: Ed Morrison |

| 25 stycznia 200019:30 | Bedford Blues                                                    | 25:28 | Harlequins                                                                                     | Goldington Road, Bedford Widzów: 2181 Sędzia: Geraint Ashton Jones |
| 25 stycznia 200019:30 | Andrew Thompson 10 (2pd 2K) Marek Kwisiuk 5 (P) Ryan Banks 5 (P) | 25:28 | Adam Leach 5 (P) David Officer 5 (P) Gareth Rees 8 (4pd) Huw Harries 5 (P) Zinzan Brooke 5 (P) | Goldington Road, Bedford Widzów: 2181 Sędzia: Geraint Ashton Jones |
| 25 stycznia 200019:30 | Garrick Morgan                                                   | 25:28 |                                                                                                | Goldington Road, Bedford Widzów: 2181 Sędzia: Geraint Ashton Jones |

| 25 stycznia 200019:30 | Newcastle Falcons                               | 16:20 | Bath                                                       | Kingston Park, Newcastle upon Tyne Widzów: 2901 Sędzia: John Barnard |
| 25 stycznia 200019:30 | Jimmy Cartmell 5 (P) Jonny Wilkinson 11 (pd 3K) | 16:20 | Iain Balshaw 5 (P) Jon Preston 10 (2pd 2K) Mike Catt 5 (P) | Kingston Park, Newcastle upon Tyne Widzów: 2901 Sędzia: John Barnard |

| 25 stycznia 200019:45 | Saracens                                                          | 35:21 | Gloucester                                                                         | Vicarage Road, Watford Widzów: 5772 Sędzia: Geoff Warren |
| 25 stycznia 200019:45 | Ben Cole 5 (P) Thierry Lacroix 25 (2pd 2dg 5K) Tony Diprose 5 (P) | 35:21 | Elton Moncrieff 5 (P) Richard Tombs 5 (P) Simon Mannix 6 (dg K) Steve Ojomoh 5 (P) | Vicarage Road, Watford Widzów: 5772 Sędzia: Geoff Warren |

| 25 stycznia 200020:00 | London Wasps                                                  | 20:29 | Leicester Tigers                                                | Loftus Road, Shepherd’s Bush Widzów: 5168 Sędzia: Steve Lander |
| 25 stycznia 200020:00 | Joe Worsley 5 (P) Kenny Logan 10 (2pd 2K) Rob Henderson 5 (P) | 20:29 | Dorian West 5 (P) Geordan Murphy 5 (P) Tim Stimpson 19 (2pd 5K) | Loftus Road, Shepherd’s Bush Widzów: 5168 Sędzia: Steve Lander |

| 26 stycznia 200019:30 | London Irish                                                      | 20:44 | Northampton Saints | Twickenham Stoop, Londyn Widzów: 4229 Sędzia: Robin Goodliffe |
| 26 stycznia 200019:30 | Conor O’Shea 5 (P) Jarrod Cunningham 10 (2pd 2K) Kevin Putt 5 (P) | 20:44 | Ben Cohen 5 (P) Harvey Thorneycroft 5 (P) Jon Sleightholme 5 (P) Matt Allen 5 (P) Matt Dawson 14 (4pd 2K) Paul Grayson 5 (pd dg) Richard Metcalfe 5 (P) | Twickenham Stoop, Londyn Widzów: 4229 Sędzia: Robin Goodliffe |

| 12 lutego 200014:00 | Northampton Saints                                | 19:23 | Bristol                                                          | Franklin’s Gardens, Northampton Widzów: 7228 Sędzia: Steve Lander |
| 12 lutego 200014:00 | Matt Allen 5 (P) Matt Dawson 9 (3K) Pat Lam 5 (P) | 19:23 | Agustín Pichot 5 (P) Spencer Brown 10 (2P) Steven Vile 8 (pd 2K) | Franklin’s Gardens, Northampton Widzów: 7228 Sędzia: Steve Lander |
| 12 lutego 200014:00 | Dean Ryan                                         | 19:23 |                                                                  | Franklin’s Gardens, Northampton Widzów: 7228 Sędzia: Steve Lander |

| 12 lutego 200015:00 | Bath | 32:22 | Bedford Blues                                                                                              | The Recreation Ground, Bath Widzów: 6800 Sędzia: Ed Morrison |
| 12 lutego 200015:00 | Adedayo Adebayo 5 (P) Jon Preston 9 (3pd K) Kevin Maggs 5 (P) Mark Regan 5 (P) Matt Perry 3 (K) Victor Ubogu 5 (P) | 32:22 | Andrew Thompson 2 (pd) Florent Rossigneux 5 (P) George Truelove 5 (P) Phil Elphick 5 (P) Roy Winters 5 (P) | The Recreation Ground, Bath Widzów: 6800 Sędzia: Ed Morrison |

| 12 lutego 200015:00 | Leicester Tigers                                                                                     | 34:26 | Newcastle Falcons                                                                                  | Welford Road, Leicester Widzów: 13246 Sędzia: Ashley Rowden |
| 12 lutego 200015:00 | Ben Kay 5 (P) Dave Lougheed 10 (2P) Dorian West 5 (P) Fritz van Heerden 10 (2P) Tim Stimpson 4 (2pd) | 34:26 | Dave Walder 6 (3pd) Doddie Weir 5 (P) Gareth MacLure 5 (P) Howard Quigley 5 (P) Peter Massey 5 (P) | Welford Road, Leicester Widzów: 13246 Sędzia: Ashley Rowden |

| 12 lutego 200015:00 | Harlequins                                                 | 14:39 | London Irish                                                                                                   | Twickenham Stoop, Londyn Widzów: 7588 Sędzia: Nigel Yates |
| 12 lutego 200015:00 | Adam Leach 5 (P) Gareth Rees 4 (2pd) Nick Greenstock 5 (P) | 14:39 | Ben Whetstone 5 (P) Conor O’Shea 14 (2P 2pd) Jake Boer 5 (P) Jarrod Cunningham 10 (2pd 2K) Richard Kirke 5 (P) | Twickenham Stoop, Londyn Widzów: 7588 Sędzia: Nigel Yates |

| 12 lutego 200015:00 | Sale Sharks                                | 13:31 | Gloucester                                                      | Heywood Road, Sale Widzów: 3079 Sędzia: Brian Campsall |
| 12 lutego 200015:00 | Nicky Little 8 (pd 2K) Pete Anglesea 5 (P) | 13:31 | Junior Paramore 5 (P) Simon Mannix 16 (2pd 4K) Tom Beim 10 (2P) | Heywood Road, Sale Widzów: 3079 Sędzia: Brian Campsall |

| 13 lutego 200015:00 | London Wasps                                                                     | 41:17 | Saracens                                                      | Loftus Road, Shepherd’s Bush Widzów: 8372 Sędzia: John Barnard |
| 13 lutego 200015:00 | Joe Worsley 5 (P) Kenny Logan 26 (2P 2pd 4K) Mark Denney 5 (P) Martyn Wood 5 (P) | 41:17 | Darragh O’Mahony 5 (P) Matt Leek 7 (2pd K) Paul Wallace 5 (P) | Loftus Road, Shepherd’s Bush Widzów: 8372 Sędzia: John Barnard |

| 27 lutego 200015:00 | Newcastle Falcons              | 23:20 | Bedford Blues                                                                       | Kingston Park, Newcastle upon Tyne Widzów: 2403 Sędzia: Brian Campsall |
| 27 lutego 200015:00 | Jonny Wilkinson 23 (2P 2pd 3K) | 23:20 | Andrew Thompson 5 (pd K) Chris Pearson 5 (P) Danny Zaltzman 5 (P) Paul Sackey 5 (P) | Kingston Park, Newcastle upon Tyne Widzów: 2403 Sędzia: Brian Campsall |

| 8 marca 200019:30 | Bristol                                                                                 | 35:16 | Sale Sharks                                               | Memorial Stadium, Bristol Widzów: 2656 Sędzia: Ashley Rowden |
| 8 marca 200019:30 | Christian Evans 5 (P) Henry Honiball 20 (P 3pd 3K) Jamie Mayer 5 (P) Nick Burrows 5 (P) | 35:16 | Craig Turvey 5 (P) Nicky Little 6 (2K) Steve Hanley 5 (P) | Memorial Stadium, Bristol Widzów: 2656 Sędzia: Ashley Rowden |
| 8 marca 200019:30 | Scott Morgan                                                                            | 35:16 |                                                           | Memorial Stadium, Bristol Widzów: 2656 Sędzia: Ashley Rowden |

| 11 marca 200014:00 | Gloucester                           | 11:35 | Northampton Saints                                                                                        | Kingsholm Stadium, Gloucester Widzów: 9381 Sędzia: Brian Campsall |
| 11 marca 200014:00 | Rob Jewell 5 (P) Simon Mannix 6 (2K) | 11:35 | Alistair Hepher 5 (P) Matt Allen 5 (P) Matt Dawson 18 (P 2pd 3K) Mattie Stewart 5 (P) Paul Grayson 2 (pd) | Kingsholm Stadium, Gloucester Widzów: 9381 Sędzia: Brian Campsall |

| 11 marca 200015:00 | Bedford Blues                                                                            | 22:32 | Leicester Tigers                                                                   | Goldington Road, Bedford Widzów: 4722 Sędzia: John Barnard |
| 11 marca 200015:00 | Alistair Murdoch 5 (P) Andy Gomarsall 5 (P) Duncan Hughes 7 (2pd K) Jamie Connolly 5 (P) | 22:32 | Geordan Murphy 12 (3pd 2K) Neil Back 10 (2P) Pat Howard 5 (P) Will Greenwood 5 (P) | Goldington Road, Bedford Widzów: 4722 Sędzia: John Barnard |
| 11 marca 200015:00 | Chad Eagle                                                                               | 22:32 | Dave Lougheed                                                                      | Goldington Road, Bedford Widzów: 4722 Sędzia: John Barnard |

| 11 marca 200015:00 | Bristol | 42:39 | Harlequins | Memorial Stadium, Bristol Widzów: 3825 Sędzia: Chris Rees |
| 11 marca 200015:00 | Craig Short 5 (P) Dean Dewdney 5 (P) Gareth Baber 5 (P) Henry Honiball 17 (4pd 3K) Paul Johnstone 5 (P) Spencer Brown 5 (P) | 42:39 | Brendon Daniel 5 (P) David Officer 5 (P) Gareth Rees 14 (4pd 2K) Garrick Morgan 5 (P) Jamie Williams 5 (P) John Schuster 5 (P) | Memorial Stadium, Bristol Widzów: 3825 Sędzia: Chris Rees |

| 11 marca 200015:00 | London Irish                                     | 16:64 | Bath | Twickenham Stoop, Londyn Widzów: 7174 Sędzia: Paul Honiss |
| 11 marca 200015:00 | Jarrod Cunningham 11 (pd 3K) Rob Gallacher 5 (P) | 16:64 | Adedayo Adebayo 5 (P) Ben Clarke 10 (2P) Dan Lyle 5 (P) Iain Balshaw 10 (2P) Jon Preston 15 (6pd K) Kevin Maggs 5 (P) Mike Tindall 5 (P) Shaun Berne 4 (2pd) Victor Ubogu 5 (P) | Twickenham Stoop, Londyn Widzów: 7174 Sędzia: Paul Honiss |

| 12 marca 200015:00 | Newcastle Falcons                      | 8:34 | London Wasps                                                                    | Kingston Park, Newcastle upon Tyne Widzów: 4260 Sędzia: Nigel Yates |
| 12 marca 200015:00 | Jonny Wilkinson 3 (K) Micky Ward 5 (P) | 8:34 | Alex King 14 (P 3pd dg) Joe Worsley 5 (P) Kenny Logan 5 (P) Martyn Wood 10 (2P) | Kingston Park, Newcastle upon Tyne Widzów: 4260 Sędzia: Nigel Yates |

| 12 marca 200015:00 | Saracens | 56:28 | Sale Sharks                                                                                       | Vicarage Road, Watford Widzów: 6112 Sędzia: Ed Morrison |
| 12 marca 200015:00 | Ben Johnston 5 (P) Darragh O’Mahony 10 (2P) George Chuter 5 (P) Kevin Sorrell 5 (P) Mark Mapletoft 7 (P pd) Richard Hill 10 (2P) Thierry Lacroix 14 (4pd 2K) | 56:28 | Alex Sanderson 5 (P) Mark Tinnock 5 (P) Nicky Little 8 (4pd) Paul Knight 5 (P) Steve Hanley 5 (P) | Vicarage Road, Watford Widzów: 6112 Sędzia: Ed Morrison |
| 12 marca 200015:00 | Joe Clark | 56:28 |                                                                                                   | Vicarage Road, Watford Widzów: 6112 Sędzia: Ed Morrison |

| 25 marca 200014:15 | Bath                                                           | 39:13 | Bristol                       | The Recreation Ground, Bath Widzów: 8500 Sędzia: Brian Campsall |
| 25 marca 200014:15 | Iain Balshaw 10 (2P) Jon Preston 24 (3pd 6K) Kevin Maggs 5 (P) | 39:13 | Henry Honiball 13 (P pd dg K) | The Recreation Ground, Bath Widzów: 8500 Sędzia: Brian Campsall |

| 25 marca 200015:00 | Leicester Tigers                                                                      | 41:16 | London Irish                                     | Welford Road, Leicester Widzów: 13247 Sędzia: Pablo Deluca |
| 25 marca 200015:00 | Adam Balding 5 (P) James Grindal 10 (2P) Lewis Moody 5 (P) Tim Stimpson 21 (P 5pd 2K) | 41:16 | Jarrod Cunningham 6 (2K) Kieran Campbell 10 (2P) | Welford Road, Leicester Widzów: 13247 Sędzia: Pablo Deluca |
| 25 marca 200015:00 | Simon Halford                                                                         | 41:16 |                                                  | Welford Road, Leicester Widzów: 13247 Sędzia: Pablo Deluca |

| 25 marca 200015:00 | Harlequins                                                                                     | 24:38 | Gloucester                                                                            | Twickenham Stoop, Londyn Widzów: 4127 Sędzia: Ed Morrison |
| 25 marca 200015:00 | Adam Leach 5 (P) David Officer 5 (P) Gareth Rees 4 (2pd) Kevin Nepia 5 (P) Zinzan Brooke 5 (P) | 24:38 | Brian Johnson 10 (2P) Chris Yates 5 (P) Simon Mannix 18 (3pd 4K) Trevor Woodman 5 (P) | Twickenham Stoop, Londyn Widzów: 4127 Sędzia: Ed Morrison |
| 25 marca 200015:00 | Ben Gollings                                                                                   | 24:38 |                                                                                       | Twickenham Stoop, Londyn Widzów: 4127 Sędzia: Ed Morrison |

| 25 marca 200015:00 | Northampton Saints                                                                          | 26:7 | Sale Sharks                            | Franklin’s Gardens, Northampton Widzów: 7460 Sędzia: John Barnard |
| 25 marca 200015:00 | Alistair Hepher 8 (pd 2K) Matt Allen 5 (P) Nick Beal 5 (P) Pat Lam 5 (P) Paul Grayson 3 (K) | 26:7 | Mark Tinnock 5 (P) Nicky Little 2 (pd) | Franklin’s Gardens, Northampton Widzów: 7460 Sędzia: John Barnard |
| 25 marca 200015:00 | Mark Tinnock                                                                                | 26:7 |                                        | Franklin’s Gardens, Northampton Widzów: 7460 Sędzia: John Barnard |

| 26 marca 200015:00 | London Wasps | 62:8 | Bedford Blues                         | Loftus Road, Shepherd’s Bush Widzów: 4932 Sędzia: Geraint Ashton Jones |
| 26 marca 200015:00 | Alex King 22 (8pd 2K) Josh Lewsey 15 (3P) Lawrence Dallaglio 5 (P) Mark Weedon 5 (P) Phil Greening 5 (P) Rob Henderson 5 (P) Simon Shaw 5 (P) | 62:8 | Duncan Hughes 3 (K) Paul Sackey 5 (P) | Loftus Road, Shepherd’s Bush Widzów: 4932 Sędzia: Geraint Ashton Jones |
| 26 marca 200015:00 | Trevor Leota | 62:8 | Ryan Banks · Virgil Hartland          | Loftus Road, Shepherd’s Bush Widzów: 4932 Sędzia: Geraint Ashton Jones |

| 26 marca 200015:00 | Newcastle Falcons              | 15:6 | Saracens               | Kingston Park, Newcastle upon Tyne Widzów: 3950 Sędzia: Steve Lander |
| 26 marca 200015:00 | Jonny Wilkinson 15 (2dg 3K)    | 15:6 | Thierry Lacroix 6 (2K) | Kingston Park, Newcastle upon Tyne Widzów: 3950 Sędzia: Steve Lander |
| 26 marca 200015:00 | Richard Arnold · Steve O’Neill | 15:6 | Julian White           | Kingston Park, Newcastle upon Tyne Widzów: 3950 Sędzia: Steve Lander |

| 8 kwietnia 200015:00 | Bedford Blues                                                                                           | 32:22 | Newcastle Falcons                             | Goldington Road, Bedford Widzów: 3165 Sędzia: Ed Morrison |
| 8 kwietnia 200015:00 | Andy Gomarsall 12 (3pd 2K) Chris Pearson 5 (P) George Truelove 5 (P) Paul Sackey 5 (P) Ryan Banks 5 (P) | 32:22 | Jonny Wilkinson 17 (pd 5K) Ross Beattie 5 (P) | Goldington Road, Bedford Widzów: 3165 Sędzia: Ed Morrison |
| 8 kwietnia 200015:00 | Inga Tuigamala · Ross Beattie                                                                           | 32:22 |                                               | Goldington Road, Bedford Widzów: 3165 Sędzia: Ed Morrison |

| 8 kwietnia 200015:00 | Gloucester                                             | 16:36 | Bath | Kingsholm Stadium, Gloucester Widzów: 9500 Sędzia: Chris Rees |
| 8 kwietnia 200015:00 | Ian Jones 5 (P) Rob Jewell 5 (P) Simon Mannix 6 (dg K) | 16:36 | Dan Lyle 5 (P) Iain Balshaw 5 (P) Jon Preston 11 (4pd K) Kevin Maggs 5 (P) Matt Perry 5 (P) Mike Tindall 5 (P) | Kingsholm Stadium, Gloucester Widzów: 9500 Sędzia: Chris Rees |
| 8 kwietnia 200015:00 | Rob Fidler · Phil Vickery                              | 16:36 | Ben Clarke | Kingsholm Stadium, Gloucester Widzów: 9500 Sędzia: Chris Rees |

| 8 kwietnia 200015:00 | Sale Sharks                                                                                  | 36:20 | Harlequins                                                                       | Heywood Road, Sale Widzów: 2398 Sędzia: Steve Leyshon |
| 8 kwietnia 200015:00 | Alex Sanderson 5 (P) Barrie-Jon Mather 5 (P) Nicky Little 21 (3pd dg 4K) Steve Diamond 5 (P) | 36:20 | Brendon Daniel 10 (2P) Gareth Rees 2 (pd) John Schuster 5 (pd K) Rob Liley 3 (K) | Heywood Road, Sale Widzów: 2398 Sędzia: Steve Leyshon |
| 8 kwietnia 200015:00 | Gareth Llewellyn                                                                             | 36:20 |                                                                                  | Heywood Road, Sale Widzów: 2398 Sędzia: Steve Leyshon |

| 15 kwietnia 200014:15 | Bath                                                                            | 36:6 | Sale Sharks                   | The Recreation Ground, Bath Widzów: 5300 Sędzia: Geraint Ashton Jones |
| 15 kwietnia 200014:15 | Jon Preston 19 (2pd 5K) Kevin Maggs 5 (P) Martin Haag 10 (2P) Matt Perry 2 (pd) | 36:6 | Nicky Little 6 (2K)           | The Recreation Ground, Bath Widzów: 5300 Sędzia: Geraint Ashton Jones |
| 15 kwietnia 200014:15 | Victor Ubogu                                                                    | 36:6 | Alex Sanderson · Nicky Little | The Recreation Ground, Bath Widzów: 5300 Sędzia: Geraint Ashton Jones |

| 16 kwietnia 200015:00 | Bedford Blues                                                                    | 29:57 | Saracens                                                                                 | Goldington Road, Bedford Widzów: 3067 Sędzia: Nigel Yates |
| 16 kwietnia 200015:00 | Andy Gomarsall 14 (pd 4K) Dan Harris 5 (P) Jamie Connolly 5 (P) Ryan Banks 5 (P) | 29:57 | David Flatman 5 (P) Paul Wallace 5 (P) Ryan Constable 30 (6P) Thierry Lacroix 17 (P 6pd) | Goldington Road, Bedford Widzów: 3067 Sędzia: Nigel Yates |
| 16 kwietnia 200015:00 | Francois Pienaar                                                                 | 29:57 |                                                                                          | Goldington Road, Bedford Widzów: 3067 Sędzia: Nigel Yates |

| 18 kwietnia 200019:30 | Newcastle Falcons                                                                   | 28:23 | London Irish                                       | Kingston Park, Newcastle upon Tyne Widzów: 2880 Sędzia: John Barnard |
| 18 kwietnia 200019:30 | Gary Armstrong 5 (P) Inga Tuigamala 5 (P) Jonny Wilkinson 13 (2pd 3K) Tom May 5 (P) | 28:23 | Conor O’Shea 5 (P) Jarrod Cunningham 18 (P 2pd 3K) | Kingston Park, Newcastle upon Tyne Widzów: 2880 Sędzia: John Barnard |
| 18 kwietnia 200019:30 | Richard Arnold                                                                      | 28:23 | Justin Bishop                                      | Kingston Park, Newcastle upon Tyne Widzów: 2880 Sędzia: John Barnard |

| 18 kwietnia 200019:45 | Leicester Tigers                          | 24:13 | Gloucester                 | Welford Road, Leicester Widzów: 14850 Sędzia: Ed Morrison |
| 18 kwietnia 200019:45 | Austin Healey 3 (dg) Tim Stimpson 21 (7K) | 24:13 | Byron Hayward 13 (P pd 2K) | Welford Road, Leicester Widzów: 14850 Sędzia: Ed Morrison |
| 18 kwietnia 200019:45 | Neil Back                                 | 24:13 | Elton Moncrieff            | Welford Road, Leicester Widzów: 14850 Sędzia: Ed Morrison |

| 19 kwietnia 200019:30 | Harlequins                                                                    | 29:17 | Northampton Saints                                                          | Twickenham Stoop, Londyn Widzów: 3500 Sędzia: Ashley Rowden |
| 19 kwietnia 200019:30 | Adam Leach 5 (P) Ben Gollings 10 (2P) David Officer 5 (P) Rob Liley 9 (3pd K) | 29:17 | Colin Allan 5 (P) Federico Méndez 5 (P) Nick Beal 5 (P) Paul Grayson 2 (pd) | Twickenham Stoop, Londyn Widzów: 3500 Sędzia: Ashley Rowden |
| 19 kwietnia 200019:30 | Adam Leach                                                                    | 29:17 | Dominic Malone                                                              | Twickenham Stoop, Londyn Widzów: 3500 Sędzia: Ashley Rowden |

| 19 kwietnia 200019:45 | London Wasps                                             | 25:31 | Bristol                                                                                 | Loftus Road, Shepherd’s Bush Widzów: 3257 Sędzia: Robin Goodliffe |
| 19 kwietnia 200019:45 | Alex King 18 (6K) Kenny Logan 2 (pd) Rob Henderson 5 (P) | 25:31 | Agustín Pichot 5 (P) Eduardo Simone 5 (P) Gareth Baber 5 (P) Henry Honiball 16 (2pd 4K) | Loftus Road, Shepherd’s Bush Widzów: 3257 Sędzia: Robin Goodliffe |
| 19 kwietnia 200019:45 | Craig Short                                              | 25:31 |                                                                                         | Loftus Road, Shepherd’s Bush Widzów: 3257 Sędzia: Robin Goodliffe |

| 22 kwietnia 200015:00 | Gloucester                                                   | 26:12 | London Wasps                                            | Kingsholm Stadium, Gloucester Widzów: 6040 Sędzia: Nigel Yates |
| 22 kwietnia 200015:00 | Brian Johnson 5 (P) Joe Ewens 5 (P) Simon Mannix 16 (2pd 4K) | 26:12 | Alex King 2 (pd) Phil Greening 5 (P) Trevor Leota 5 (P) | Kingsholm Stadium, Gloucester Widzów: 6040 Sędzia: Nigel Yates |
| 22 kwietnia 200015:00 | Trevor Woodman                                               | 26:12 | Mark Weedon                                             | Kingsholm Stadium, Gloucester Widzów: 6040 Sędzia: Nigel Yates |

| 22 kwietnia 200015:00 | London Irish                                                                            | 33:23 | Bedford Blues                                                    | Twickenham Stoop, Londyn Widzów: 3108 Sędzia: Steve Leyshon |
| 22 kwietnia 200015:00 | Ben Whetstone 5 (P) Jarrod Cunningham 18 (3pd 4K) Justin Bishop 5 (P) Nick Harvey 5 (P) | 33:23 | Andy Gomarsall 13 (2pd 3K) Chris Pearson 5 (P) Paul Sackey 5 (P) | Twickenham Stoop, Londyn Widzów: 3108 Sędzia: Steve Leyshon |

| 22 kwietnia 200015:00 | Northampton Saints     | 13:17 | Bath                                                     | Franklin’s Gardens, Northampton Widzów: 8972 Sędzia: Steve Lander |
| 22 kwietnia 200015:00 | Paul Grayson 8 (pd 2K) | 13:17 | Iain Balshaw 5 (P) Jon Preston 7 (2pd K) Mike Catt 5 (P) | Franklin’s Gardens, Northampton Widzów: 8972 Sędzia: Steve Lander |

| 22 kwietnia 200015:00 | Sale Sharks                                                | 13:48 | Leicester Tigers | Heywood Road, Sale Widzów: 3443 Sędzia: Chris Rees |
| 22 kwietnia 200015:00 | Nicky Little 3 (K) Steve Davidson 5 (P) Steve Hanley 5 (P) | 13:48 | Austin Healey 5 (P) Dave Lougheed 10 (2P) Geordan Murphy 5 (P) Leon Lloyd 5 (P) Tim Stimpson 18 (P 5pd K) Will Greenwood 5 (P) | Heywood Road, Sale Widzów: 3443 Sędzia: Chris Rees |
| 22 kwietnia 200015:00 | Rob Appleyard                                              | 13:48 | | Heywood Road, Sale Widzów: 3443 Sędzia: Chris Rees |

| 23 kwietnia 200015:00 | Bristol                                                                          | 30:11 | Newcastle Falcons                       | Memorial Stadium, Bristol Widzów: 4126 Sędzia: Geraint Ashton Jones |
| 23 kwietnia 200015:00 | Barry Williams 5 (P) Henry Honiball 15 (3pd 3K) Jamie Mayer 5 (P) Lee Best 5 (P) | 30:11 | Jonny Wilkinson 6 (2K) Micky Ward 5 (P) | Memorial Stadium, Bristol Widzów: 4126 Sędzia: Geraint Ashton Jones |
| 23 kwietnia 200015:00 | Inga Tuigamala                                                                   | 30:11 |                                         | Memorial Stadium, Bristol Widzów: 4126 Sędzia: Geraint Ashton Jones |

| 24 kwietnia 200015:00 | Saracens | 50:10 | Harlequins                              | Vicarage Road, Watford Widzów: 8352 Sędzia: Chris White |
| 24 kwietnia 200015:00 | Darragh O’Mahony 15 (3P) Julian White 5 (P) Richard Hill 5 (P) Rob Thirlby 9 (P 2pd) Ryan Constable 5 (P) Thierry Lacroix 11 (4pd K) | 50:10 | Brendon Daniel 5 (P) David Barnes 5 (P) | Vicarage Road, Watford Widzów: 8352 Sędzia: Chris White |
| 24 kwietnia 200015:00 | Jason Keyter | 50:10 |                                         | Vicarage Road, Watford Widzów: 8352 Sędzia: Chris White |

| 26 kwietnia 200019:30 | Bedford Blues                             | 7:21 | London Wasps                                             | Goldington Road, Bedford Widzów: 2283 Sędzia: Steve Lander |
| 26 kwietnia 200019:30 | Andy Gomarsall 2 (pd) David Edwards 5 (P) | 7:21 | Alex King 11 (P 3pd) Mark Denney 5 (P) Paul Volley 5 (P) | Goldington Road, Bedford Widzów: 2283 Sędzia: Steve Lander |

| 29 kwietnia 200015:00 | Bath | 77:19 | Harlequins                                                                      | The Recreation Ground, Bath Widzów: 8200 Sędzia: Robin Goodliffe |
| 29 kwietnia 200015:00 | Dan Lyle 5 (P) Iain Balshaw 10 (2P) Jon Preston 19 (5pd 3K) Lee Mears 5 (P) Mark Regan 5 (P) Matt Perry 13 (P 4pd) Mike Catt 5 (P) Mike Tindall 5 (P) Shaun Berne 5 (P) | 77:19 | Ben Gollings 5 (P) Brendon Daniel 5 (P) Daren O’Leary 5 (P) Gareth Rees 4 (2pd) | The Recreation Ground, Bath Widzów: 8200 Sędzia: Robin Goodliffe |

| 29 kwietnia 200015:00 | Bedford Blues                                               | 19:57 | Bristol | Goldington Road, Bedford Widzów: 2093 Sędzia: Chris Rees |
| 29 kwietnia 200015:00 | Andy Gomarsall 4 (2pd) Dan Harris 5 (P) Paul Sackey 10 (2P) | 19:57 | Andrew Sheridan 10 (2P) David Rees 10 (2P) Gareth Bowen 2 (pd) Lee Best 10 (2P) Matt Back 5 (P) Spencer Brown 10 (2P) Steven Vile 10 (5pd) | Goldington Road, Bedford Widzów: 2093 Sędzia: Chris Rees |

| 29 kwietnia 200015:00 | Leicester Tigers                                              | 26:21 | Northampton Saints   | Welford Road, Leicester Widzów: 16880 Sędzia: Chris White |
| 29 kwietnia 200015:00 | Leon Lloyd 5 (P) Martin Corry 5 (P) Tim Stimpson 16 (P pd 3K) | 26:21 | Paul Grayson 21 (7K) | Welford Road, Leicester Widzów: 16880 Sędzia: Chris White |

| 29 kwietnia 200015:00 | London Irish                                                                              | 27:41 | Saracens | Twickenham Stoop, Londyn Widzów: 6067 Sędzia: David Grashoff |
| 29 kwietnia 200015:00 | Ben Whetstone 5 (P) Jarrod Cunningham 12 (3pd 2K) Junior Tonu'u 5 (P) Justin Bishop 5 (P) | 27:41 | Ben Johnston 5 (P) David Flatman 5 (P) Kevin Sorrell 10 (2P) Matt Leek 3 (dg) Richard Hill 5 (P) Rob Thirlby 8 (4pd) Ryan Constable 5 (P) | Twickenham Stoop, Londyn Widzów: 6067 Sędzia: David Grashoff |
| 29 kwietnia 200015:00 | Kevin Sorrell                                                                             | 27:41 | | Twickenham Stoop, Londyn Widzów: 6067 Sędzia: David Grashoff |

| 30 kwietnia 200015:00 | London Wasps | 58:5 | Sale Sharks      | Loftus Road, Shepherd’s Bush Widzów: 3499 Sędzia: Ed Morrison |
| 30 kwietnia 200015:00 | Alex King 7 (2pd K) Kenny Logan 11 (P 3pd) Lawrence Dallaglio 5 (P) Mike Friday 5 (P) Paul Volley 5 (P) Rob Henderson 15 (3P) Shane Roiser 5 (P) Trevor Leota 5 (P) | 58:5 | Matt Moore 5 (P) | Loftus Road, Shepherd’s Bush Widzów: 3499 Sędzia: Ed Morrison |

| 30 kwietnia 200015:00 | Newcastle Falcons                                            | 36:28 | Gloucester                                                    | Kingston Park, Newcastle upon Tyne Widzów: 4380 Sędzia: Ashley Rowden |
| 30 kwietnia 200015:00 | Jamie Noon 5 (P) Jonny Wilkinson 26 (P 3pd 5K) Tom May 5 (P) | 36:28 | Andy Deacon 5 (P) Chris Catling 5 (P) Simon Mannix 18 (dg 5K) | Kingston Park, Newcastle upon Tyne Widzów: 4380 Sędzia: Ashley Rowden |

| 6 maja 200015:00 | Bath                                                                                           | 40:27 | Saracens                                                            | The Recreation Ground, Bath Widzów: 8200 Sędzia: Brian Campsall |
| 6 maja 200015:00 | Iain Balshaw 5 (P) Jon Preston 20 (4pd 4K) Matt Perry 5 (P) Mike Catt 5 (P) Mike Tindall 5 (P) | 40:27 | Darragh O’Mahony 5 (P) Rob Thirlby 17 (P 3pd 2K) Tony Diprose 5 (P) | The Recreation Ground, Bath Widzów: 8200 Sędzia: Brian Campsall |

| 6 maja 200015:00 | Gloucester | 60:16 | Bedford Blues                             | Kingsholm Stadium, Gloucester Widzów: 4402 Sędzia: Steve Lander |
| 6 maja 200015:00 | Andy Hazell 5 (P) Chris Catling 5 (P) Chris Yates 5 (P) Elton Moncrieff 20 (4P) Simon Mannix 20 (7pd 2K) Terry Fanolua 5 (P) | 60:16 | Ali McLean 10 (2P) Andrew Thompson 6 (2K) | Kingsholm Stadium, Gloucester Widzów: 4402 Sędzia: Steve Lander |

| 6 maja 200015:00 | Harlequins      | 5:54 | Leicester Tigers | Twickenham Stoop, Londyn Widzów: 5628 Sędzia: Ashley Rowden |
| 6 maja 200015:00 | Rob Liley 5 (P) | 5:54 | Austin Healey 5 (P) Craig Joiner 10 (2P) Dave Lougheed 10 (2P) Geordan Murphy 5 (P) Jamie Hamilton 5 (P) Tim Stimpson 19 (P 7pd) | Twickenham Stoop, Londyn Widzów: 5628 Sędzia: Ashley Rowden |

| 6 maja 200015:00 | Sale Sharks                                                                                                  | 45:17 | Newcastle Falcons                                           | Heywood Road, Sale Widzów: 2478 Sędzia: Robin Goodliffe |
| 6 maja 200015:00 | Barrie-Jon Mather 10 (2P) Jim Mallinder 5 (P) Matt Moore 5 (P) Nicky Little 15 (3pd 3K) Steve Hanley 10 (2P) | 45:17 | Gary Armstrong 5 (P) Mike Wood 5 (P) Peter Massey 7 (2pd K) | Heywood Road, Sale Widzów: 2478 Sędzia: Robin Goodliffe |

| 9 maja 200015:00 | Northampton Saints                                             | 12:54 | London Wasps | Franklin’s Gardens, Northampton Widzów: 5617 Sędzia: Ed Morrison |
| 9 maja 200015:00 | Paul Grayson 2 (pd) Richard Jackson 5 (P) Steve Thompson 5 (P) | 12:54 | Alex King 16 (5pd 2K) Dafydd Lewis 3 (dg) Darren Molloy 5 (P) Josh Lewsey 10 (2P) Kenny Logan 10 (2P) Paul Volley 5 (P) Rob Henderson 5 (P) | Franklin’s Gardens, Northampton Widzów: 5617 Sędzia: Ed Morrison |
| 9 maja 200015:00 | Martin Scelzo                                                  | 12:54 | Trevor Leota | Franklin’s Gardens, Northampton Widzów: 5617 Sędzia: Ed Morrison |

| 10 maja 200020:00 | Bristol                                                                                              | 28:26 | London Irish                                                       | Memorial Stadium, Bristol Widzów: 3429 Sędzia: Chris White |
| 10 maja 200020:00 | Dean Ryan 5 (P) Gareth Bowen 3 (K) Henry Honiball 10 (2pd 2K) Leighton Gerrard 5 (P) Matt Back 5 (P) | 28:26 | Jarrod Cunningham 16 (2pd 4K) Mark Gabey 5 (P) Rob Gallacher 5 (P) | Memorial Stadium, Bristol Widzów: 3429 Sędzia: Chris White |
| 10 maja 200020:00 | Kieran Campbell                                                                                      | 28:26 |                                                                    | Memorial Stadium, Bristol Widzów: 3429 Sędzia: Chris White |

| 14 maja 200015:00 | Bedford Blues | 37:50 | Sale Sharks | Goldington Road, Bedford Widzów: 1486 Sędzia: Chris White |
| 14 maja 200015:00 | Adam Black 5 (P) Andy Gomarsall 10 (2pd 2K) Duncan Hughes 2 (pd) Jamie Connolly 10 (2P) Roy Winters 5 (P) Scott Stewart 5 (P) | 37:50 | Alex Sanderson 5 (P) Barrie-Jon Mather 5 (P) Dawie Theron 5 (P) Guy Manson-Bishop 5 (P) Joe Shaw 11 (pd 3K) Paul Knight 14 (P 3pd K) Steve Hanley 5 (P) | Goldington Road, Bedford Widzów: 1486 Sędzia: Chris White |
| 14 maja 200015:00 | Steve Diamond | 37:50 | | Goldington Road, Bedford Widzów: 1486 Sędzia: Chris White |

| 14 maja 200015:00 | Bristol                                           | 23:30 | Leicester Tigers                                                                 | Memorial Stadium, Bristol Widzów: 7775 Sędzia: Steve Lander |
| 14 maja 200015:00 | Barry Williams 10 (2P) Henry Honiball 13 (2pd 3K) | 23:30 | Geordan Murphy 5 (P) Leon Lloyd 5 (P) Lewis Moody 5 (P) Tim Stimpson 15 (3pd 3K) | Memorial Stadium, Bristol Widzów: 7775 Sędzia: Steve Lander |
| 14 maja 200015:00 | Lee Best                                          | 23:30 | Neil Back · Tim Stimpson                                                         | Memorial Stadium, Bristol Widzów: 7775 Sędzia: Steve Lander |

| 17 maja 200019:45 | London Irish | 45:24 | London Wasps                                                                                     | Twickenham Stoop, Londyn Widzów: 2801 Sędzia: Ashley Rowden |
| 17 maja 200019:45 | Conor O’Shea 10 (2P) Jarrod Cunningham 15 (6pd K) Justin Bishop 5 (P) Michael Horak 5 (P) Mike Worsley 5 (P) Nick Harvey 5 (P) | 45:24 | Eben Rollitt 5 (P) Fraser Waters 5 (P) Kenny Logan 4 (2pd) Mark Weedon 5 (P) Rob Henderson 5 (P) | Twickenham Stoop, Londyn Widzów: 2801 Sędzia: Ashley Rowden |

| 17 maja 200019:45 | Saracens                                                                           | 29:24 | Northampton Saints                                                                                    | Vicarage Road, Watford Widzów: 5592 Sędzia: Chris Rees |
| 17 maja 200019:45 | Ben Johnston 5 (P) Kris Chesney 5 (P) Rob Thirlby 5 (P) Thierry Lacroix 14 (pd 4K) | 29:24 | Alistair Hepher 5 (pd K) Budge Pountney 5 (P) Garry Pagel 5 (P) Matt Dawson 3 (K) Paul Grayson 6 (2K) | Vicarage Road, Watford Widzów: 5592 Sędzia: Chris Rees |
| 17 maja 200019:45 | Paul Wallace                                                                       | 29:24 | | Vicarage Road, Watford Widzów: 5592 Sędzia: Chris Rees |

| 20 maja 200015:00 | London Irish                                                                                                 | 40:42 | Gloucester | Twickenham Stoop, Londyn Widzów: 5172 Sędzia: Robin Goodliffe |
| 20 maja 200015:00 | Jarrod Cunningham 15 (3pd 3K) Justin Bishop 10 (2P) Michael Horak 5 (P) Mike Worsley 5 (P) Rob Hoadley 5 (P) | 40:42 | Adam Eustace 5 (P) Adey Powles 10 (2P) Byron Hayward 2 (pd) Chris Catling 10 (2P) Mark Cornwell 5 (P) Rob Jewell 5 (P) Simon Mannix 5 (pd K) | Twickenham Stoop, Londyn Widzów: 5172 Sędzia: Robin Goodliffe |
| 20 maja 200015:00 | Adey Powles · Andy Deacon                                                                                    | 40:42 | | Twickenham Stoop, Londyn Widzów: 5172 Sędzia: Robin Goodliffe |

| 21 maja 200015:00 | Leicester Tigers                                                              | 43:25 | Bath                                                            | Welford Road, Leicester Widzów: 17109 Sędzia: Ed Morrison |
| 21 maja 200015:00 | Ben Kay 5 (P) Geordan Murphy 5 (P) Neil Back 15 (3P) Tim Stimpson 18 (3pd 4K) | 43:25 | Ben Clarke 5 (P) Matt Perry 10 (2pd 2K) Phil de Glanville 5 (P) | Welford Road, Leicester Widzów: 17109 Sędzia: Ed Morrison |
| 21 maja 200015:00 | Martin Johnson · Richard Cockerill                                            | 43:25 | John Mallett                                                    | Welford Road, Leicester Widzów: 17109 Sędzia: Ed Morrison |

| 21 maja 200015:00 | London Wasps                                                                                    | 35:32 | Harlequins | Loftus Road, Shepherd’s Bush Widzów: 6175 Sędzia: Chris White |
| 21 maja 200015:00 | Alex King 15 (3pd 3K) Joe Worsley 5 (P) Josh Lewsey 5 (P) Paul Volley 5 (P) Rob Henderson 5 (P) | 35:32 | Ben Gollings 5 (P) Gareth Rees 9 (3pd K) Garrick Morgan 5 (P) Guillaume Delmotte 10 (2P) Peter Richards 3 (dg) | Loftus Road, Shepherd’s Bush Widzów: 6175 Sędzia: Chris White |

| 21 maja 200015:00 | Newcastle Falcons                                      | 23:32 | Northampton Saints                                                                                       | Kingston Park, Newcastle upon Tyne Widzów: 4000 Sędzia: Steve Lander |
| 21 maja 200015:00 | Dave Walder 13 (2pd 3K) Jamie Noon 5 (P) Tom May 5 (P) | 23:32 | Alistair Hepher 5 (P) Ben Cohen 5 (P) Dominic Malone 5 (P) Paul Grayson 12 (3pd 2K) Steve Thompson 5 (P) | Kingston Park, Newcastle upon Tyne Widzów: 4000 Sędzia: Steve Lander |
| 21 maja 200015:00 | Ben Cohen                                              | 23:32 | | Kingston Park, Newcastle upon Tyne Widzów: 4000 Sędzia: Steve Lander |

| 21 maja 200015:00 | Saracens                                                                                                | 37:10 | Bristol                                   | Vicarage Road, Watford Widzów: 8988 Sędzia: Nigel Yates |
| 21 maja 200015:00 | Ben Cole 5 (P) Danny Grewcock 5 (P) Richard Hill 5 (P) Thierry Lacroix 17 (pd dg 4K) Tony Diprose 5 (P) | 37:10 | Adam Vander 5 (P) Henry Honiball 5 (pd K) | Vicarage Road, Watford Widzów: 8988 Sędzia: Nigel Yates |
| 21 maja 200015:00 | Danny Grewcock                                                                                          | 37:10 | Garath Archer · Scott Morgan              | Vicarage Road, Watford Widzów: 8988 Sędzia: Nigel Yates |